# Xamaix-mudammiq
Xamaix-mudammiq o Šamaš-mudammiq (en accadi : ) va ser un rei de Babilònia, el quart de l'anomenada Dinastia E, o el tercer de la IX dinastia, segons la Llista dels reis de Babilònia. Era contemporani del rei d'Assíria Adadnirari II, i va regnar entre l'any 920 aC i el 900 aC, aproximadament.
La seva ascendència és desconeguda i sembla que va succeir Mar-biti-ahhe-iddina, segons la Llista sincrònica, que relaciona els reis d'Assíria amb els de Babilònia, però hi havia poca relació amb els assiris en aquella època, i podria ser que només constessin a la llista els governants que haguessin tingut contactes entre ells, per convenis o per incidències bèl·liques i s'haguessin omès els que no en tenien. El seu govern es va caracteritzar per "batalles, aliances, desplaçament de fronteres i matrimonis diplomàtics (posteriors) que semblen haver unit els dos països".
Els Annals d'Adadnirari II diuen que el rei assiri va emprendre una campanya contra Babilònia a l'última dècada del segle x aC potser entre els anys 908 aC i el 902 aC, i s'explica que va derrotar Xamaix-mudammiq, que havia establert una línia de batalla "als peus del mont Ialman", potser al sud-est de Djabal Hamrin.
No se'n sap res més de Xamaix-mudammiq després d'aquesta derrota, i podia haver sobreviscut i regnat fins al canvi de segle.